# Itsukushima-Schrein
Der Itsukushima-Schrein (japanisch 厳島神社 Itsukushima-jinja) ist ein Shintō-Schrein auf der Insel Miyajima in Hatsukaichi in der Präfektur Hiroshima in Japan.
Die japanische Regierung hat die Anlage 1952 zur Besonderen historischen Stätte (tokubetsu shiseki) erklärt, sowie mehrere Gebäude und Gegenstände zu Nationalschätzen. Seit 1996 gehört er zum UNESCO-Weltkulturerbe.

## Geschichte
Der Schrein entstand im 6. Jahrhundert und existiert in der heutigen Form seit 1168. Damals wurde der Bau durch den Kriegsherren Taira no Kiyomori finanziert. Die Architektur des Schreins, die aus pierartig über die Bucht gebauten Bauwerken besteht, ging auf den heiligen Status der Insel zurück, die einfache Bürger nicht betreten durften. Ein Zugang war nur mit dem Boot durch das Torii möglich. Neben dem Schrein befindet sich eine Nō-Bühne.
Im Marōdo-jinja (einem sessha) werden fünf Kami verehrt, die jeweils durch zwei mitama repräsentiert werden, jedes mit einem eigenen go-shintai. Zu den im Schrein verehrten Kami gehören die Munakata-Kami: Tagori-hime, Tagitsu-hime und Ichikishima-hime. Sie sind weibliche See-Kami.
Das Tor (Torii) des Itsukushima-Schreins ist eine der bekanntesten Touristenattraktionen Japans. Es gehört zum eher seltenen Typ der sechsbeinigen ryōbu-torii. Die Ansicht des Tores vor dem Berg Misen ist eine der drei bekanntesten Ansichten Japans (neben der Nehrung Amanohashidate und den Matsushima-Inseln in der gleichnamigen Bucht). Das Tor existiert seit 1168, das derzeitige Tor wurde 1875 aus Campherholz errichtet. Es ist 16 m hoch und hat einen vierbeinigen Stil (yotsu ashi), um zusätzliche Stabilität zu erreichen.
Das Tor ist nur bei Hochwasser von Wasser umgeben, bei Niedrigwasser kann es von der Insel zu Fuß erreicht werden. Dann ist das Sammeln von Muscheln am Tor beliebt.
Am 5. September 2004 wurde der Schrein durch einen Taifun schwer beschädigt, die Stege und das Dach wurden teilweise zerstört. Der Schrein wurde zeitweilig für die Öffentlichkeit geschlossen. Im März 2005 wurde er wieder eröffnet, die Reparaturen gehen jedoch weiter.

## Bilder

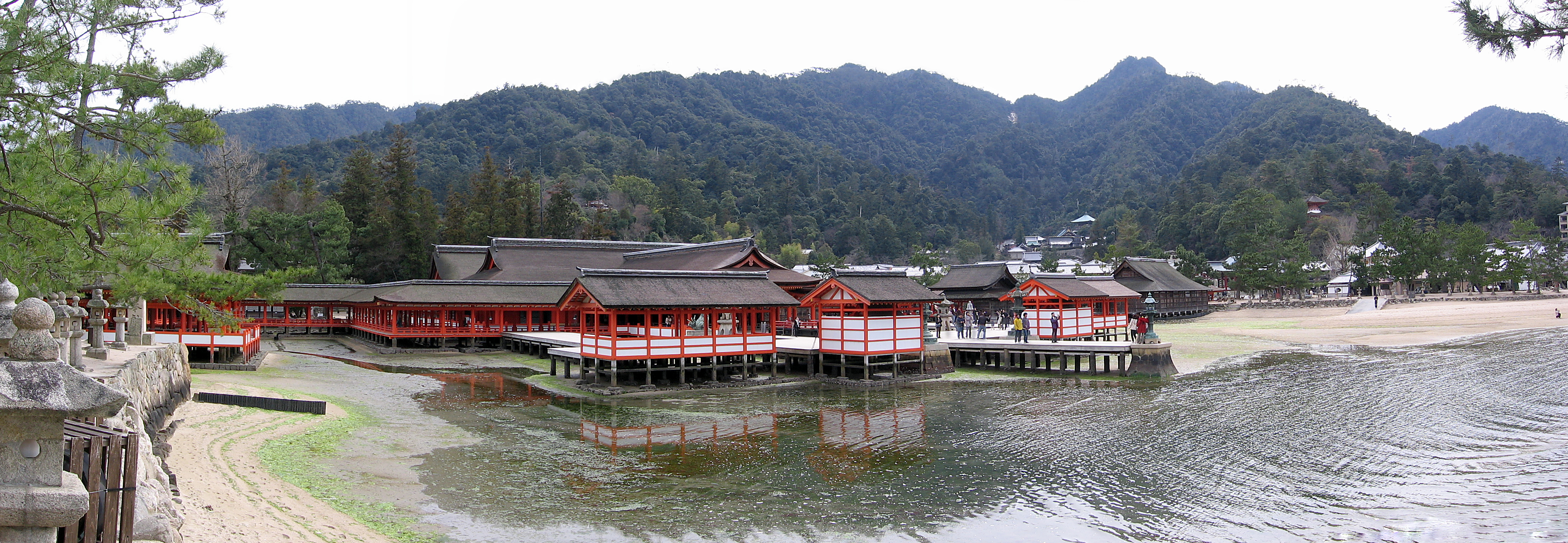
Panorama des Hauptschreins mit seinen über dem Wasser errichteten Gebäuden
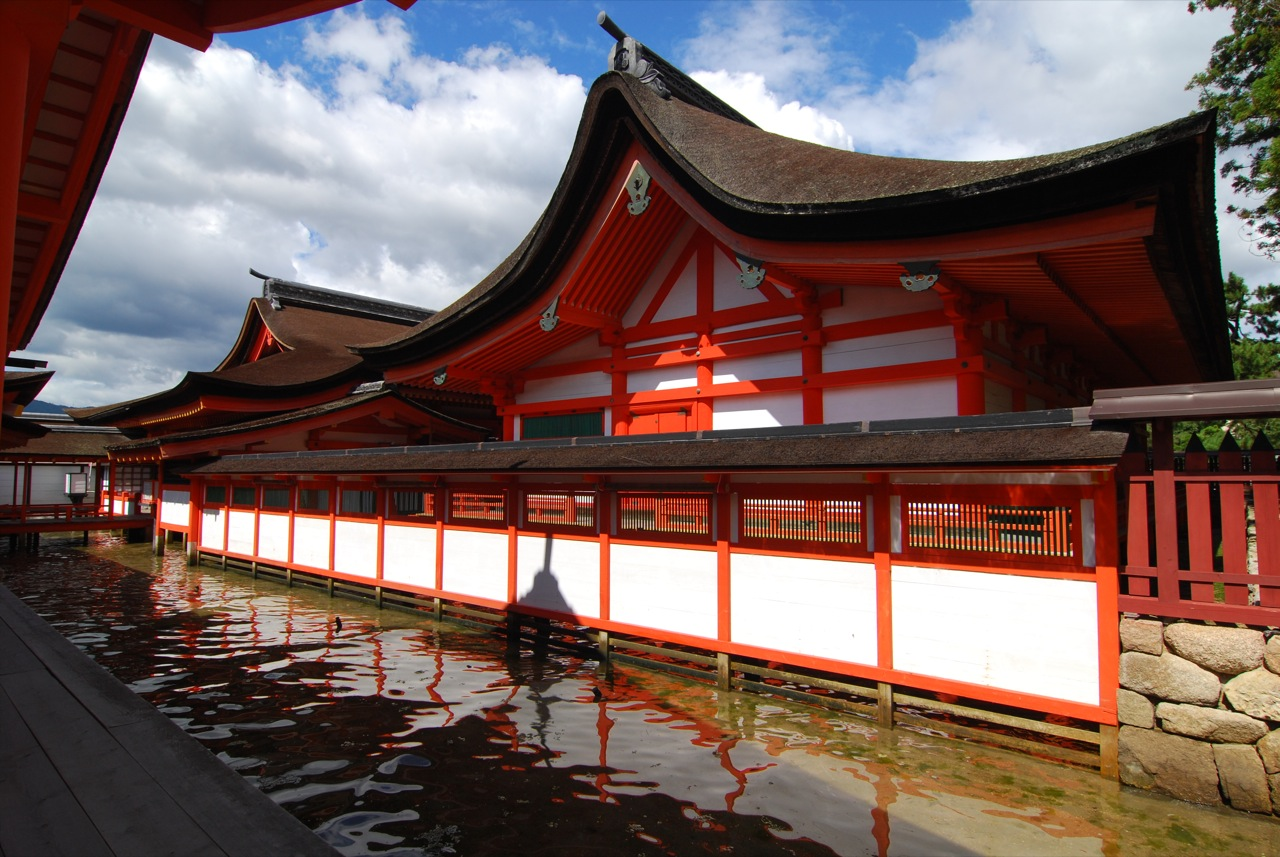
Haupt- und Gebetshalle des Hauptschreins
Innenansicht der Gebetshalle
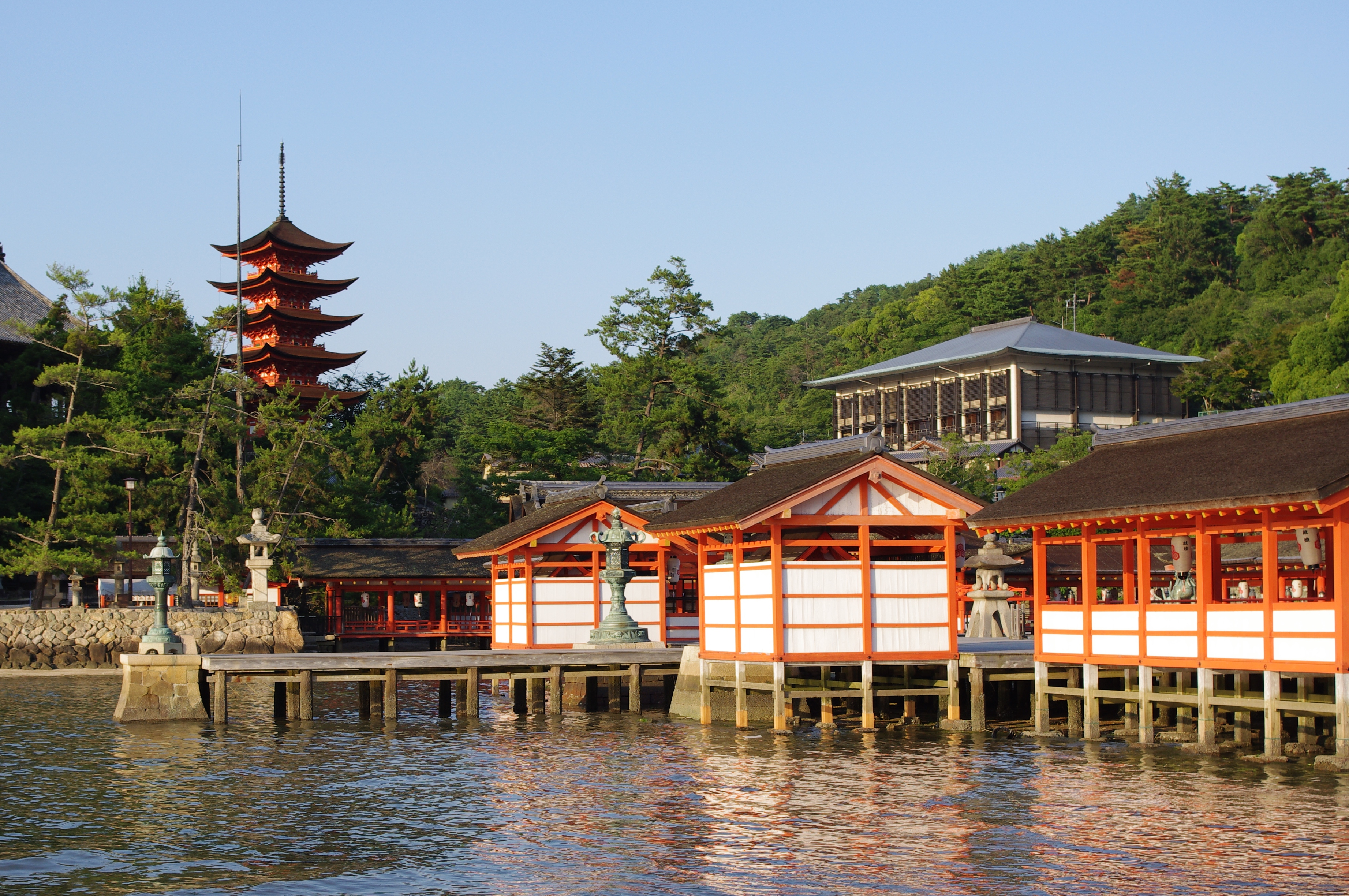
Kadomarōdo-Schrein (links), Rakubō (rechts) und Fünfstöckige Pagode (hinten)
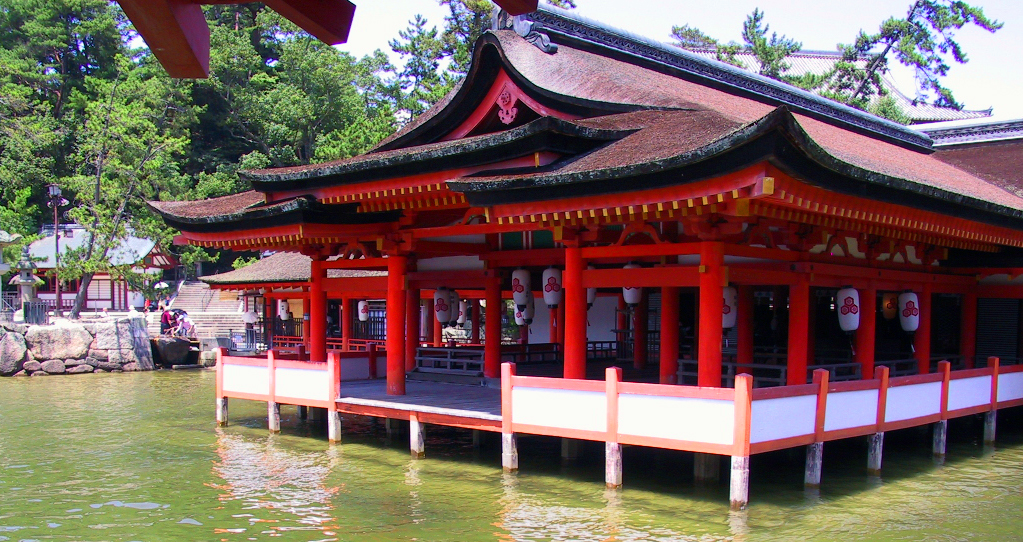
Reinigungshalle des Marōdo-Schreins (Nationalschatz)
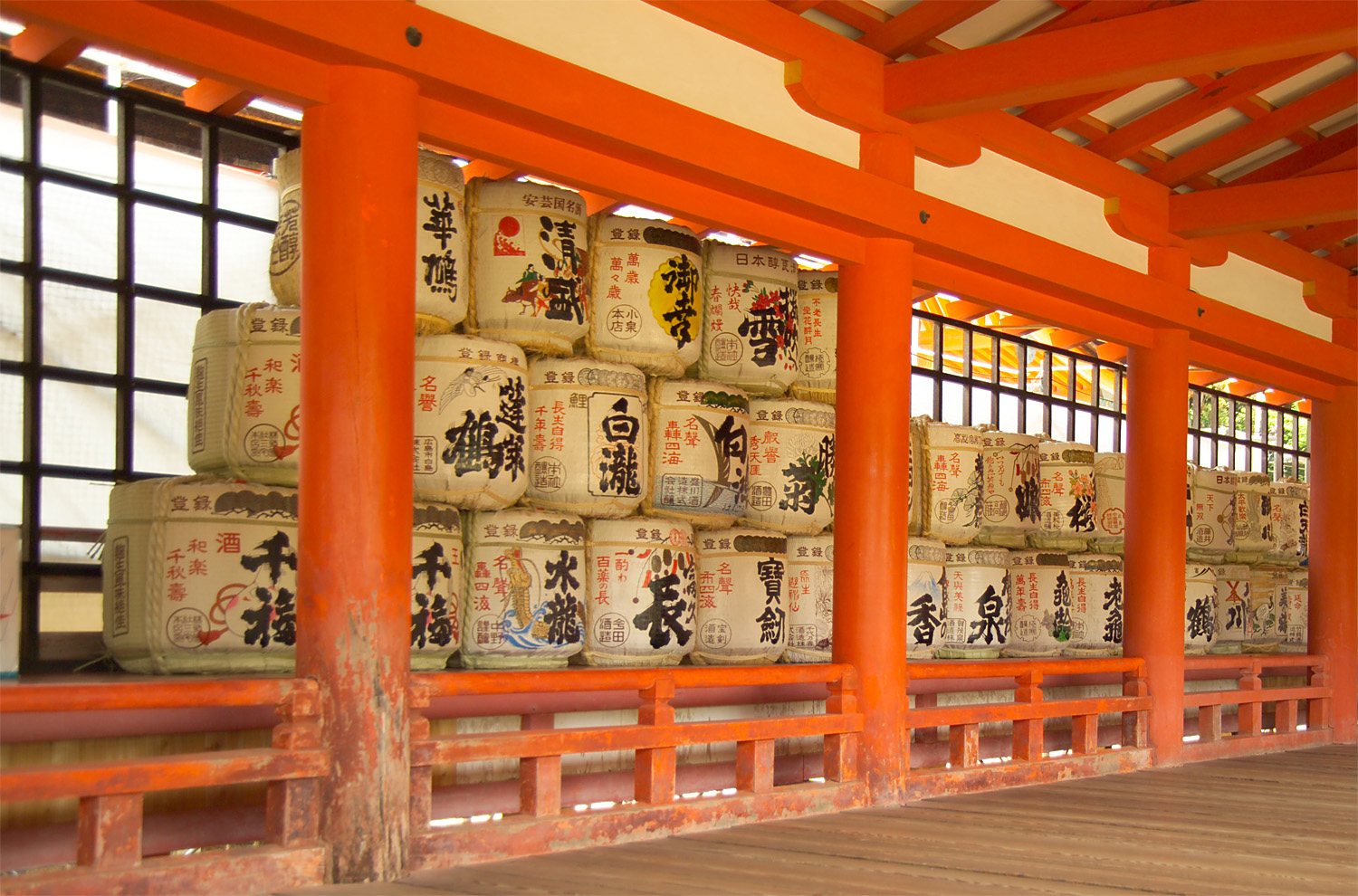
Sake-Fässer in einem der Gebäude des Schreins
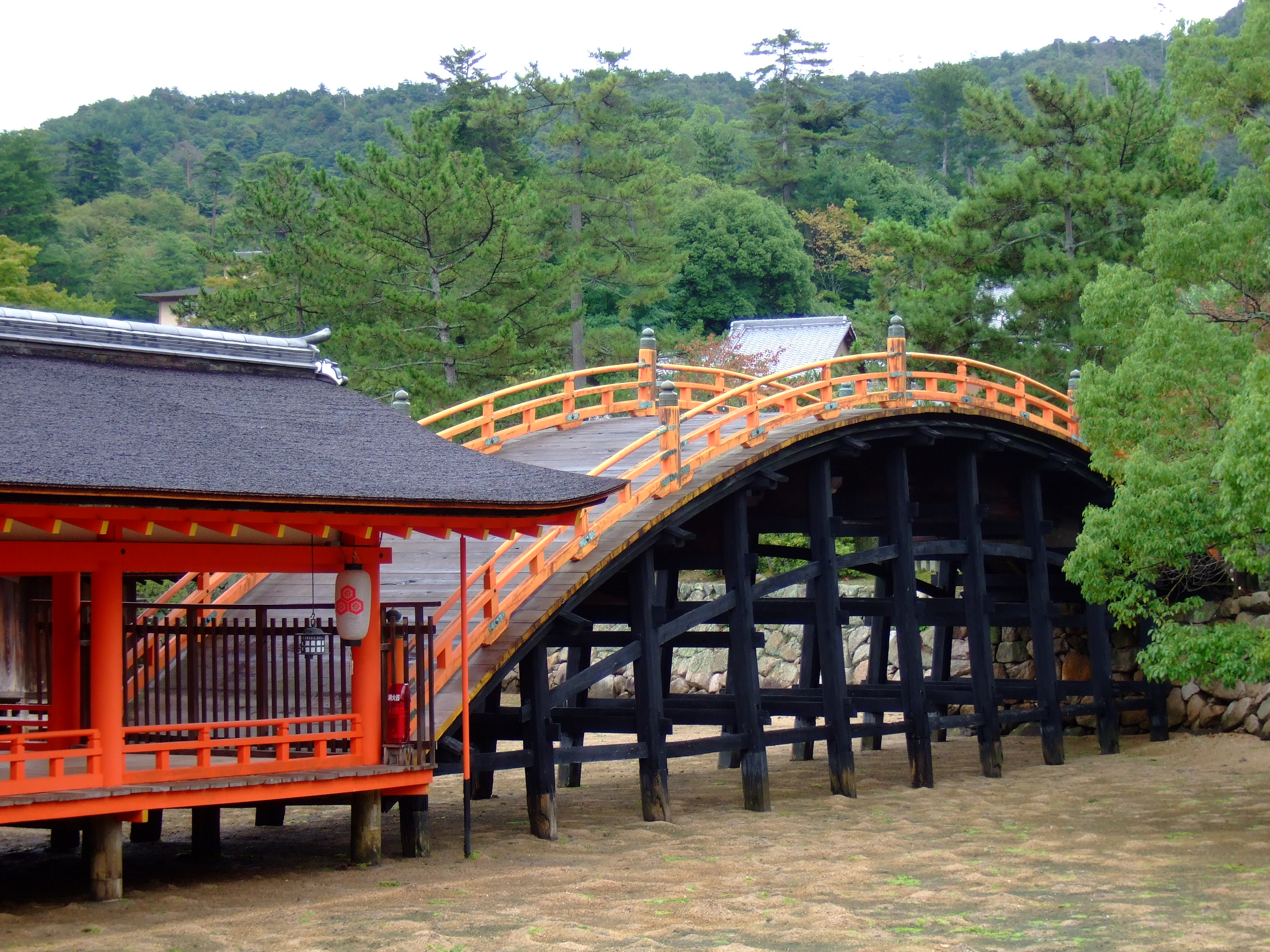
Bogenbrücke
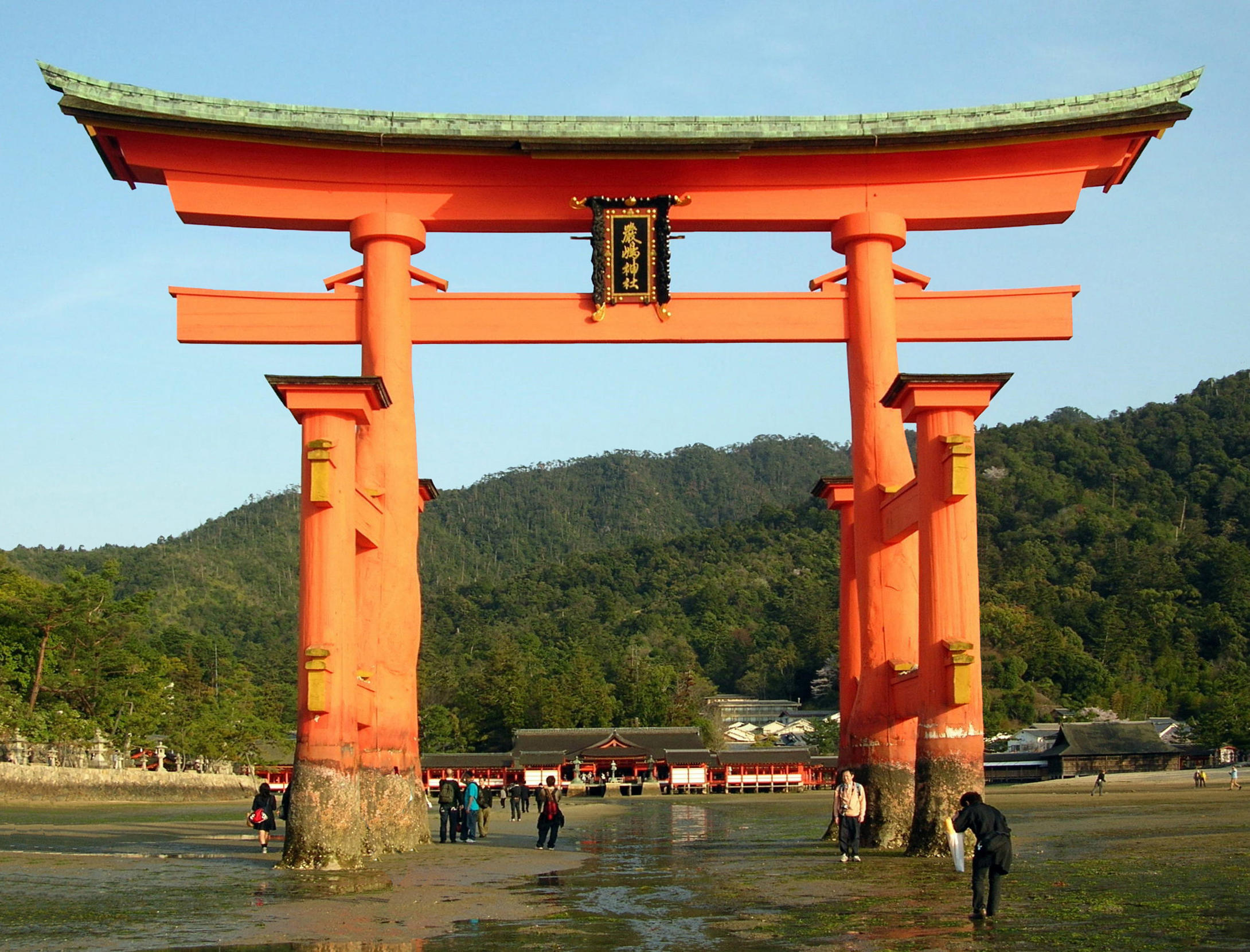
Torii bei Ebbe mit Größenvergleich zu einem Menschen
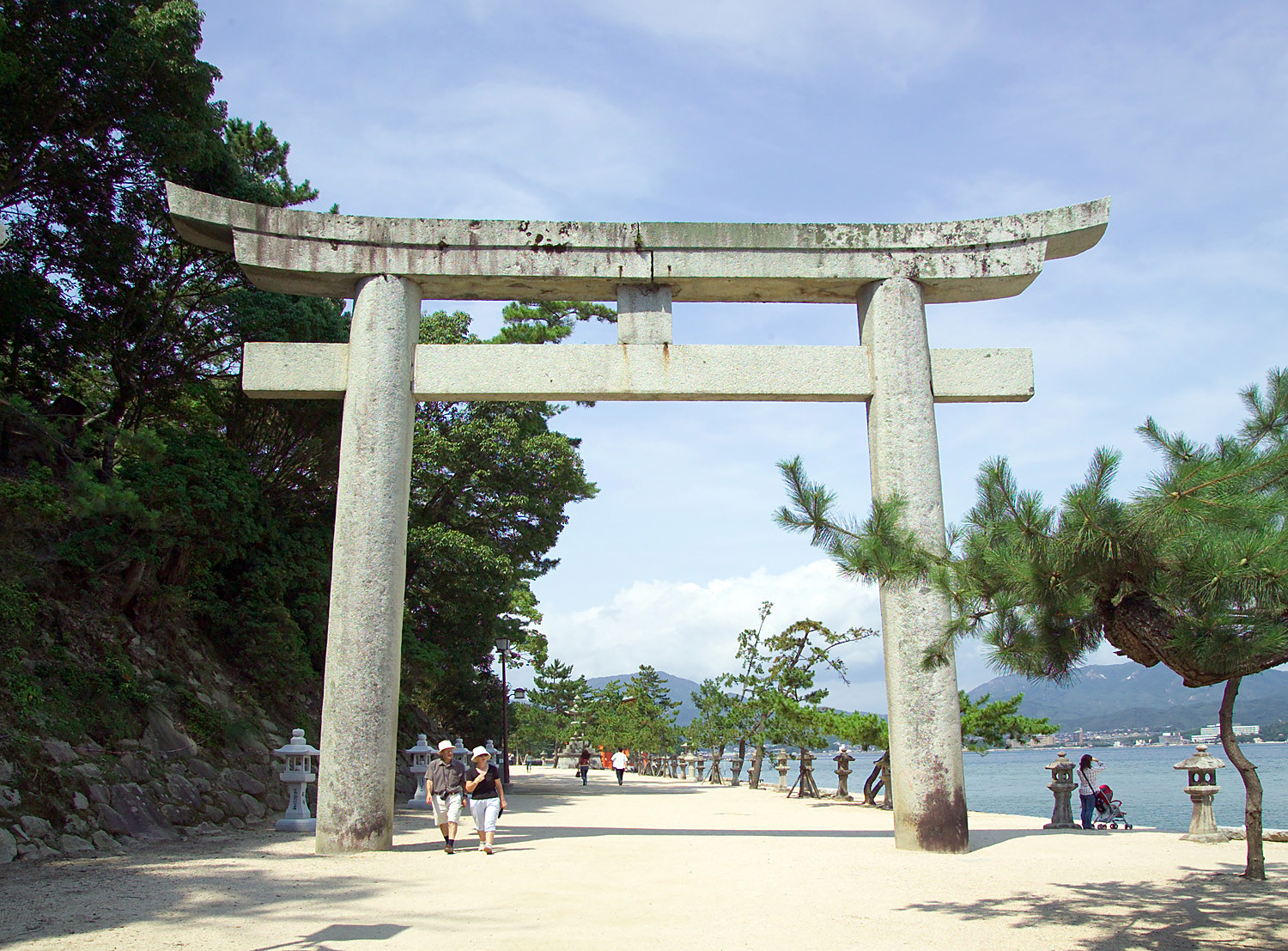
Steinernes Torii am Uferdamm des Schreins